# 美能幸三
美能 幸三（みの こうぞう、1926年7月31日 - 2010年3月17日）は、日本の実業家。元ヤクザ。広島県呉市の美能組初代組長。広島県呉市出身。広島抗争の中心人物の一人であり、後にそのいきさつを描いた『仁義なき戦い』の原型となる獄中手記を書いた人物である。詳細は広島抗争、『仁義なき戦い』の項を参照。

## 生涯
大正15年（1926年）7月31日、広島県呉市に生まれる。父親は退役軍人で海軍工場に勤め、母親は小学校の教員だった。呉第二中学校（現在の広島県立呉宮原高等学校）2年で退学し、毎日ぶらぶらとしていたが、昭和17年（1942年）に大日本帝国海軍に志願し大竹海兵団に入団、ラバウル、硫黄島を転戦しトラック島で終戦を迎え、浦賀に上陸し昭和20年（1945年）11月26日、復員。
呉に帰郷後は遊び人に身を投じ、昭和22年（1947年）5月末、呉市朝日町の遊郭で山村組組員と旅のヤクザが喧嘩になったことが発端となり、美能は友人に日本刀で怪我をさせた旅のヤクザを呉駅前で射殺、翌日に逮捕。3日目に山村辰雄と谷岡千代松（山村組顧問格）が面会に訪れて美能が口を割らず1人で罪を被ったことを褒め、山村組の若衆にならないかと誘われる。吉浦拘置所で悪魔のキューピーこと大西政寛と再会し7月に兄弟盃を交わし舎弟になる。9月、懲役十二年判決（求刑十五年）となり広島刑務所に収監。山村辰雄に保釈金を立て替えてもらい同年12月保釈、拘置所内で大西政寛から山村組に入ることを薦められていたことから山村組の若衆になった（美能は保釈後、知人に借金して保釈金を山村辰雄に返済）。このときの若頭は佐々木哲彦である。昭和23年（1948年）1月、佐々木哲彦の妻からカツアゲしたチンピラに「カツアゲしたものを返してやれ」と求めたが応じなかったため喧嘩になり、怪我をさせたことから旅に出る。松山、福井、尼崎を経て、昭和24年（1949年）2月に広島の岡組（岡敏夫組長）にワラジを脱ぎ客分となる。
商売がうまく呉で次第に力をつけていった山村辰雄は、阿賀の名門土岡組が目障りに感じるようになる。土岡組の大西政寛を巧みに引き込んだりして弱体化を図り、土岡組組長土岡博暗殺を企てて美能を鉄砲玉に仕立てた。昭和24年（1949年）9月27日、美能は土岡博に重傷を負わせたが暗殺に失敗した。山村辰雄はこの不始末に激怒し美能に再出撃を命じたが、土岡博が戻った阿賀は警察でいっぱいになったことから再出撃は困難となり、山村辰雄の指示により体をかわすため美能は土岡組組員（元山村組組員）が運転する車で阿賀を通過し三原市に向かう。到着する手前でその組員との意見の不一致から身の危険を感じて車を降り、夜通し歩いて尾道に辿り着き大西政寛に連絡をとった。同年10月11日に清岡吉五郎に付き添われ広島東署に自首し、同年10月18日広島刑務所に収監され、呉駅前の事件の懲役十二年の刑に服す。口を割らず1人で罪を被り、昭和26年（1951年）2月、土岡博襲撃事件の判決は懲役八年。昭和29年（1954年）7月岐阜刑務所に押送された。
昭和27年（1952年）サンフランシスコ講和条約発効を記念する恩赦により減刑され、昭和34年（1959年）3月に仮釈放で岐阜刑務所を出所、居住制限のため名古屋を経て呉に戻り、山村組幹部として力をつける。昭和38年（1963年）3月1日打越会が山口英弘を絶縁し、翌4月5日山村組が美能幸三を破門。また、その後、同月、打越会会長が山村組幹部との兄弟盃を破棄。山口（英）組が山村組側にまわり、美能組が打越会側にまわることとなり、広島抗争が激化している昭和38年（1963年）7月5日早朝、広島県警察に別件逮捕、仮釈放を取り消され広島刑務所に収監。その後、網走刑務所に押送。この服役中の昭和40年（1965年）に中国新聞報道部記者の今中瓦が執筆し『文藝春秋』1965年4月号に掲載された「暴力と戦った中国新聞 ― 菊池寛賞に輝く新聞記者魂 "勝利の記録"」という記事を目にした美能は、当事者視点から見た広島抗争を含む獄中手記を5年にわたり四百字詰め原稿用紙700枚執筆、この獄中手記は出所後に飯干晃一の元に渡る。昭和45年（1970年）9月に札幌刑務所を出所、波谷守之の説得により同年10月19日引退声明し堅気となる。昭和46年（1971年）1月、美能組は二代目組長薮内威佐夫に引き継がれた（共政会入り）。美能は実業家に転身し、冠婚葬祭業で成功。晩年は呉の高級観光ホテルのオーナーになっていた。
美能の獄中手記を元に飯干晃一による連載「仁義なき戦い 広島やくざ流血20年の記録」が『週刊サンケイ』にて昭和47年（1972年）5月19日より46回にわたり行われ（和田誠によるイラスト「映画『現代やくざ 人斬り与太』の菅原文太」が表紙の週刊サンケイ昭和47年（1972年）5月26日号は連載2回目）、昭和48年（1973年）1月13日に東映映画『仁義なき戦い』として映画化公開もされ完結篇まで全5作が劇場公開された。飯干の連載終了後、同じく週刊サンケイにて美能が「極道ひとり旅 続・仁義なき戦い」を連載。昭和48年（1973年）12月18日、サンケイ新聞社出版局より自著『極道ひとり旅 続・仁義なき戦い』を出版。
平成22年（2010年）3月17日、死去。83歳。

## 著書
- 美能幸三『極道ひとり旅 続・仁義なき戦い』1973年12月18日、サンケイ新聞社出版局（サンケイドラマブックス）定価630円

## 関連書籍
- 飯干晃一『仁義なき戦い 死闘篇 美能幸三の手記より』1973年1月15日、サンケイ新聞社出版局（サンケイドラマブックス）
- 飯干晃一『仁義なき戦い 決戦篇 美能幸三の手記より』1973年3月30日、サンケイ新聞社出版局（サンケイドラマブックス）
  - 飯干晃一『仁義なき戦い 死闘篇 美能幸三の手記より』1980年3月18日、角川書店（角川文庫）、ISBN 4-04-146401-3
  - 飯干晃一『仁義なき戦い 決戦篇 美能幸三の手記より』1980年3月18日、角川書店（角川文庫）、ISBN 4-04-146402-1
- 鈴木義昭『仁義なき戦いの真実』2017年1月、サイゾー、ISBN 978-4866250816

## 関連映画・オリジナルビデオ作品
映画
- 深作欣二監督『仁義なき戦い』（1973年1月、東映）広能昌三（演者：菅原文太、完結篇まで全5作）
- 深作欣二監督『仁義なき戦い 広島死闘篇』（1973年4月、東映）
- 深作欣二監督『仁義なき戦い 代理戦争』（1973年9月、東映）
- 深作欣二監督『仁義なき戦い 頂上作戦』（1974年1月、東映）
- 深作欣二監督『仁義なき戦い 完結篇』（1974年6月、東映）
- 深作欣二監督『新仁義なき戦い』（1974年12月、東映）三好万亀男（演者：菅原文太）
- 中島貞夫監督『脱獄広島殺人囚』（1974年12月、東映） - 原案協力

オリジナルビデオ
- 『実録・鯨道13 広島任侠伝 美能幸三』（2003年、プレイビルドーダサービス）美能幸三（演者：中山弟吾朗）